# Kali indica
Kali indica is een straalvinnige vissensoort uit de familie van chiasmodontiden (Chiasmodontidae). De wetenschappelijke naam van de soort is voor het eerst geldig gepubliceerd in 1909 door Lloyd.